# Fédération du Bangladesh de football
La Fédération du Bangladesh de football (Bangladesh Football Federation (en) BFF) est une association regroupant les clubs de football du Bangladesh et organisant les compétitions nationales et les matchs internationaux de la sélection du Bangladesh.
La fédération nationale du Bangladesh est fondée en 1972. Elle est affiliée à la FIFA depuis 1974 et est membre de l'AFC depuis 1974 également.